# Maigret et l'Affaire Saint-Fiacre
Maigret et l'Affaire Saint-Fiacre is een Franse film van Jean Delannoy die uitgebracht werd in 1959.
De film is gebaseerd op de politieroman L'affaire Saint-Fiacre (1932) van Georges Simenon. Het gaat om de tweede verfilming van een Maigret-roman door Delannoy. In 1958 draaide hij Maigret tend un piège, ook al met Jean Gabin in de rol van commissaris Jules Maigret.

## Samenvatting
De bejaarde gravin van Saint-Fiacre vraagt haar oude vriend commissaris Maigret haar op te zoeken in Saint-Fiacre. Maigret kent de plaats zeer goed want hij heeft er nog gewoond op het domein van de graaf toen hij kind was. Zijn vader was de rentmeester die het kasteel en de landerijen van de graaf beheerde. De gravin vertelt hem dat ze een anonieme brief ontvangen heeft. Daarin staat dat ze morgen, op Aswoensdag, zal sterven. 
De volgende dag woont ze de mis bij in de dorpskerk. Ook Maigret is aanwezig. Na de mis stapt hij op haar af om haar te begroeten. Hij raakt haar aan en ze valt omver van haar stoel. Volgens de huisdokter is ze overleden aan een hartstilstand. Maigret denkt aan de brief en is ervan overtuigd dat er meer steekt achter haar overlijden. Hij trekt op onderzoek uit en ontdekt dat meerdere mensen baat hebben bij haar overlijden.

## Rolverdeling
| Acteur              | Personage                                                 |
| ------------------- | --------------------------------------------------------- |
| Jean Gabin          | commissaris Jules Maigret                                 |
| Valentine Tessier   | de gravin de Saint-Fiacre                                 |
| Michel Auclair      | Maurice de Saint-Fiacre, haar zoon                        |
| Robert Hirsch       | Lucien Sabatier, haar secretaris                          |
| Paul Frankeur       | dokter Bouchardon                                         |
| Michel Vitold       | Jodet, de pastoor van Saint-Fiacre                        |
| Camille Guérini     | Gautier, de rentmeester van de gravin                     |
| Serge Rousseau      | Émile Gautier, de zoon van de rentmeester en bankbediende |
| Micheline Luccioni  | Arlette, het animeermeisje                                |
| Jacques Morel       | meester Mauléon, de advocaat van Lucien                   |
| Gabrielle Fontan    | Marie Tatin, de kruidenierster                            |
| Jean-Pierre Granval | de journalist                                             |
| Armande Navarre     | Myriam, de vriendin van Lucien                            |
| Jacques Marin       | Albert, de chauffeur van de gravin                        |
| Hélène Tossy        | Adèle Gautier, de vrouw van de rentmeester                |
| Jacques Hilling     | de praatgrage kelner                                      |
| Marcel Pérès        | de koster                                                 |
| Bruno Balp          | de krantenbezorger                                        |
| Andrée Tainsy       | de bazin van de 'Hula-Hoop'                               |
| Évelyne Istria      | de meid van het kasteel                                   |
| Laure Paillette     | de meid van de pastoor                                    |
| Georgette Peyron    | de dame van de vestiaire                                  |
| Henri Coutet        | een klant van de kruidenierswinkel                        |
| René Hell           | een typograaf                                             |
| Marcel Bernier      | een inspecteur                                            |
| Robert Balpo        | de bankdirecteur                                          |
| Christian Brocard   | een journalist                                            |